# Faculté de droit de l'Université nationale de Séoul
 (septembre 2019).

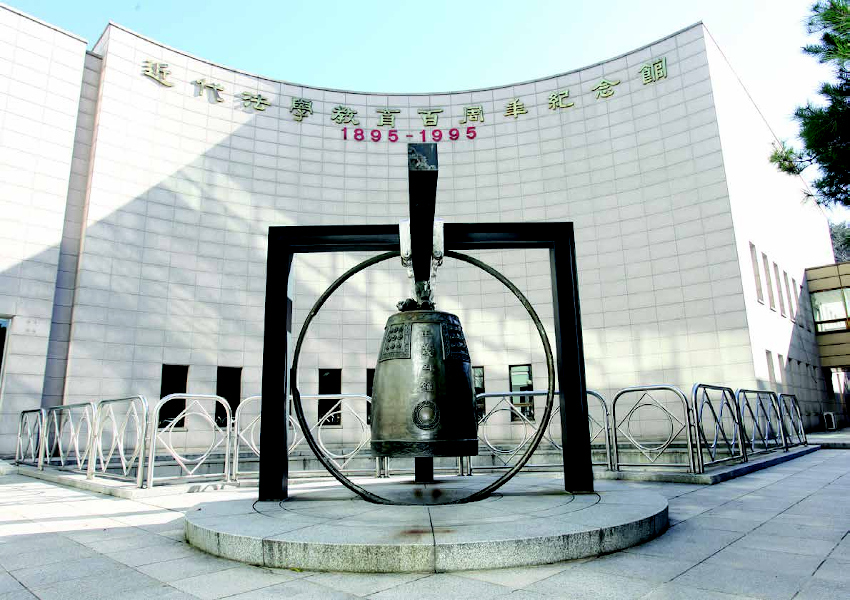
La cloche de la justice, située à la faculté de droit de l'Université nationale de Séoul.

La Faculté de droit de l'Université nationale de Séoul (en coréen : 서울대학교 법학전문대학원) aussi désignée par le sigle SNU Law, est l'une des facultés ou écoles de l'Université nationale de Séoul, située à Séoul, en Corée du Sud. 
Fondée en 2009, elle est l'une des plus anciennes écoles de droit en Corée du Sud et est généralement considérée[réf. nécessaire] comme l'une des plus prestigieuses parmi les écoles coréennes. Chaque classe des trois années d'étude comporte environ 150 étudiants.

## Histoire
La SNU Law a été fondée en 1946.

## Programme
- la loi coréenne